# Безбожник (Новосибирская область)
Безбожник — деревня в Татарском районе Новосибирской области. Входит в состав Дмитриевского сельсовета.

## География
Площадь деревни — 129 гектаров.

## Население
| 2002 | 2007 | 2010 |
| ---- | ---- | ---- |
| 89   | ↘68  | ↘53  |

## Инфраструктура
В деревне по данным на 2025 год в деревне закрыли: учреждение здравоохранения, учреждение образования (в 2011 году), магазин в (2024 году).